# Mário Baratta
Mário Carneiro Baratta (Rio de Janeiro, 1915 - Fortaleza, 1983) foi um advogado, artista e pintor brasileiro.

## Biografia
Baratta nasceu na cidade do Rio de Janeiro, enquanto a cidade ainda era capital federal do Brasil.
Mudou-se para Fortaleza, capital do estado do Ceará, no ano de 1932, onde estabeleceu amizade com a classe artística e com a intelectualidade local. Seu envolvimento com o meio artístico foi por acaso, cursava Direito na Faculdade de Direito do Ceará vinculada a Universidade Federal do Ceará (UFC) e no caminho estava o ateliê de Francisco Ávila. Um dia, resolveu entrar e o ateliê tornou-se seu destino final, apesar de ter conciliado a advocacia com a vida artística.
Sob sua liderança, Mário conseguiu influenciar os artistas da época para a importância de terem uma entidade para reunirem-se e pudessem pintar, expor e ministrar palestras. Assim, participou juntamente com Clidenor Capibaribe, o Barrica (1913), da fundação do Centro Cultural de Belas Artes (CCBA), em 1941, a primeira instituição dedicada às artes plásticas do Estado do Ceará, na qual foi o maior agente catalisador e ideólogo, sendo também o primeiro diretor da instituição.
Participou também da fundação da Sociedade Cearense de Artes Plásticas (SCAP), em 1944, na qual chegou a presidir.

## Salões Culturais
Mário Baratta participou do I, II e III Salões Cearenses de Pintura, realizados pelo CCBA, em 1941, 1942 e 1944.  Também teve participação da Exposição “Pinturas de Guerra”, primeiro evento criado pela SCAP. Participou ainda dos I, II, X, XIV, XX, XXIII, XXV e XXVIII Salões de Abril realizados em Fortaleza, entre os anos de 1943 e 1978.. Em 1963, expôs no evento  'A Paisagem Cearense', uma exposição coletiva.